# Písařov
Písařov (niem. Schreibendorf) – gmina w Czechach, w powiecie Šumperk, w kraju ołomunieckim. Według danych z dnia 1 stycznia 2012 liczyła 706 mieszkańców.
Dzieli się na dwie części:
- Písařov
- Bukovice